# Woiwodschaft Schlesien (1920–1939)
Die Woiwodschaft Schlesien (polnisch Województwo śląskie) war eine Verwaltungseinheit, in der Teile Oberschlesiens zusammengefasst waren, die nach dem Ersten Weltkrieg 1920 von Österreich-Ungarn und 1922 vom Deutschen Reich an Polen abgetreten worden waren. Sie war von 1922 bis 1939 eine autonome Woiwodschaft in der Zweiten Polnischen Republik mit der Hauptstadt Kattowitz (Katowice).

## Geografie
Die Woiwodschaft Schlesien war flächenmäßig die kleinste Woiwodschaft der Zweiten Republik Polen, ihre Fläche betrug im Jahr 1921 4216 km² und ab 1938, nachdem das von Polen besetzte Olsagebiet der Woiwodschaft angeschlossen wurde, kurzzeitig 5021 km².

## Geschichte
Die Autonomiegrundlagen bestimmte das Gründungsstatut der Woiwodschaft Schlesien vom 15. Juli 1920. Sie bestand damals nur aus dem zu Polen gekommenen Teil des ehemaligen österreichischen Teschener Schlesien. Bei dessen Teilung wurde die Stadt Teschen in einen polnischen und einen tschechischen Teil gespalten. In ihren späteren Grenzen existierte die Woiwodschaft erst zwei Jahre später ab Juni 1922, als Ostoberschlesien kraft des Versailler Vertrags unter der Nichtberücksichtigung der Volksabstimmung in Oberschlesien an Polen abgetreten und an die Woiwodschaft angeschlossen wurde. In der Zeit der Sanacja gab es kontroverse Pläne der Angliederung der Powiate Częstochowski mit Częstochowa, Zawierciański mit Zawiercie und Będziński (siehe Zagłębie Dąbrowskie) aus der Woiwodschaft Kielce (1919–1939) und der westlichen Teile der Powiate Chrzanowski mit Jaworzno und Oświęcimski mit Oświęcim, sowie die ganzen Powiate Bialski mit Biała Krakowska und Żywiecki mit Żywiec aus der Woiwodschaft Krakau (1920–1939). Die Pläne wurden bis zum Zweiten Weltkrieg in der Presse angestrengt debattiert und teilten die öffentliche Meinung (sie wurden de facto zum großen Teil im Jahr 1998 verwirklicht). Am 3. September 1939 wurde die Woiwodschaft mit dem Beginn der deutschen Besetzung im Zweiten Weltkrieg abgeschafft. Das Gebiet der Woiwodschaft wurde an den Regierungsbezirk Kattowitz angeschlossen, der wurde auch mit dem neuen „Ostoberschlesien“ (die Landkreise Blachstädt, Warthenau, Ilkenau, Krenau, Bielitz und Saybusch) erweitert. Formell wurde die Woiwodschaft am 6. Mai 1945 vom kommunistischen Krajowa Rada Narodowa (Nationaler Staatsrat) aufgelöst, der auch die Autonomie aufhob.

## Woiwoden der Woiwodschaft Schlesien
1922–9999: Józef Rymer
1922–1923: Zygmunt Żurawski
1923–1924: Antoni Schultis
1923–1924: Tadeusz Koncki
1924–1926: Mieczysław Bilski
1926–1939: Michał Grażyński

## Bevölkerung
Die Bevölkerungsdichte war mit 299 Personen pro km² die höchste aller Woiwodschaften im Polen der Zwischenkriegszeit. Bei der Volkszählung von 1931 gaben 92,3 % der Bevölkerung Polnisch und 7 % Deutsch als ihre Muttersprache an. Der Anteil der Polen war auf dem Lande mit 95,6 % der Bevölkerung überdurchschnittlich hoch, während Deutsche mit 12,9 % der Stadtbevölkerung dort fast doppelt so stark vertreten waren wie in der Woiwodschaft insgesamt.

## Wirtschaft
Die Woiwodschaft Schlesien zählte zu den höchstentwickelten und reichsten Woiwodschaften der Zweiten Republik Polen. Ihre Wirtschaft basierte auf dem Bergbau und der Metallindustrie. 1923 stammte von dort 73 % der Steinkohlen-, 87,7 % der Zink-, 71 % der Stahl- und 99,7 % der Bleiproduktion Polens. Die Schienennetzdichte war die höchste in Polen und betrug 18,5 km pro 100 km². In der Wirtschaft der Autonomen Woiwodschaft war stark ausländisches Kapital engagiert, vor allem deutsches, da viele Unternehmen schon vor der neuen Grenzziehung in dem Gebiet präsent und danach in beiden Nachbarländern aktiv waren. Später kam auch verstärkt französisches, belgisches und amerikanisches Kapital hinzu, die deutschen Unternehmen hingegen zogen sich aufgrund der angespannten deutsch-polnischen Beziehungen, die ab 1925 im Zollkrieg ihren vorläufigen Höhepunkt erreichten, zurück. Unerklärtes Ziel deutscher Außenpolitik dieser Zeit war es, Polen wirtschaftlich und politisch zu destabilisieren oder gar zum Bürgerkrieg zu drängen und so die Revision der Grenzen zu erreichen. Die wirtschaftlichen Sanktionen trafen die Wirtschaft der Autonomen Woiwodschaft besonders hart und hätten beinahe ihren Zusammenbruch herbeigeführt. Die Lage konnte dank Subventionen aus Warschau, dem Streik der englischen Bergleute und der amerikanischen Investitionen in die Stahlindustrie wieder etwas stabilisiert werden.

## Verwaltungsgliederung
| Powiat | Fläche (km²) | Einwohner (1931) | Kreishauptstadt (deutscher Name)   | Einwohner (19303/1931) |
| --- | ------------ | ---------------- | ---------------------------------- | ---------------------- |
| Powiat bielski 1 | 314          | 84.916           | Bielsko 1 (Bielitz)                | 22.332                 |
| Powiat cieszyński | 664          | 81.087           | Cieszyn (Teschen)                  | 15.324                 |
| Powiat katowicki 1 | 170          | 341.203          | Katowice 1 (Kattowitz)             | 126.058                |
| Powiat królewskohucki 1, 2 | 6            | 101.977          | Królewska Huta 2 (Königshütte)     | 101.977                |
| Powiat lubliniecki | 706          | 45.232           | Lubliniec (Lublinitz)              | 5.566                  |
| Powiat pszczyński | 1072         | 162.015          | Pszczyna (Pless)                   | 7.660                  |
| Powiat rybnicki | 893          | 212.829          | Rybnik (Rybnik)                    | 19.268                 |
| Powiat świętochłowicki | 83           | 201.176          | Świętochłowice (Schwientochlowitz) | 26.706                 |
| Powiat tarnogórski | 250          | 64.592           | Tarnowskie Góry (Tarnowitz)        | 13.582                 |
| 1 Kreisfreie Städte, davon Bielsko und Kattowitz ab 1930 2 1934 umbenannt in Chorzów bzw. Powiat chorzowski 3 Stand 1931, nur für Bielsko, Kattowitz und Królewska Huta Stand 1930 |              |                  |                                    |                        |